# Mohamed El-Seyagy
Mohamed Sayed El-Seyagy (ar. محمد السياجى; ur. 20 października 1949 – zm. 31 sierpnia 2012) – egipski piłkarz grający na pozycji środkowego obrońcy. W swojej karierze grał w reprezentacji Egiptu.

## Kariera klubowa
Całą swoją karierę piłkarską El-Seyagy spędził w klubie Ghazl El-Mehalla. W sezonie 1972/1973 wywalczył z nim mistrzostwo Egiptu, a w sezonie 1975/1976 został wicemistrzem kraju.

## Kariera reprezentacyjna
W reprezentacji Egiptu El-Seyagy zadebiutował w 1969 roku. W 1970 roku powołano go do kadry na Puchar Narodów Afryki 1970. Wystąpił w nim w pięciu meczach: grupowych z Gwineą (4:1), z Ghaną (1:1) i z Kongiem-Kinszasa (1:0), półfinałowym z Sudanem (1:2 po dogrywce) i o 3. miejsce z Wybrzeżem Kości Słoniowej (3:1). Z Egiptem zajął 3. miejsce.
W 1974 roku El-Seyagy'ego powołano do kadry Egiptu na Puchar Narodów Afryki 1974. Zagrał w nim w jednym meczu, grupowym z Wybrzeżem Kości Słoniowej (2:0). Z Egiptem ponownie zajął 3. miejsce.
W 1976 roku El-Seyagy był w kadrze Egiptu na Puchar Narodów Afryki 1976. Na tym turnieju zagrał trzy mecze: grupowe z Gwineą (1:1) i z Ugandą (2:1) oraz w fazie finałowej z Gwineą (2:4), w którym strzelił gola. Z Egiptem zajął w nim 4. miejsce. W kadrze narodowej grał do 1977 roku.